# Alfonso Papa
Pour les articles homonymes, voir Papa.
Alfonso Papa, né le 2 janvier 1970 à Naples (Italie), est un homme politique italien. 

## Biographie
Alfonso Papa est député et ancien magistrat. Il serait membre de la loge P4 et impliqué dans une affaire de corruption,.